# Muppety na tropie
Muppety na tropie (ang. The Great Muppet Caper) – amerykańska-brytyjska komedia z 1981 roku.

## Fabuła
Kermit i Fozzie pracują jako reporterzy w gazecie. Zostają wysłani do Londynu w celu przeprowadzenia wywiadu z Lady Holiday, znaną projektantką mody. Dochodzi do kradzieży jej klejnotów. Kermit zaś zakochuje się w sekretarce Lady Holiday - Śwince Piggy. Wkrótce jednak złodzieje znów atakują i wrabiają we wszystko Piggy. Kermit, Gonzo i Fozzie prowadzą prywatne śledztwo.

## Obsada
- Jim Henson – Kermit Żaba/Rowlf/Dr. Teeth/Szwedzki kucharz/Waldorf/Redaktor wiadomości/Mężczyzna w restauracji (głosy)
- Frank Oz – Świnka Piggy/Miś Fozzie/Zwierzak/Orzeł Sam (głosy)
- Dave Goelz – Wspaniały Gonzo/Beauregard/Zoot/Dr Bunsen Honeydew/Lobbuck Lou (głosy)
- Jerry Nelson – Floyd/Pops/Lew Zealand/Szalony Harry/Lewis Kazager/Slim Wilson/głos z CB/Mężczyzna w parku (głosy)
- Richard Hunt – Scooter/Statler/Sweetums/Janice/Beaker/Bubba/Potwór/Taksówkarz (głosy)
- Charles Grodin – Nicky Holiday
- Diana Rigg – Lady Holiday
- John Cleese – Neville
- Robert Morley – Brytyjski dżentelmen
- Peter Ustinov – Kierowca ciężarówki
- Jack Warden – Pan Tarkenian
- Steve Whitmire – Szczur Rizzo